# 이화자
이화자(李花子, 1916년? ~ 1950년?)는 일제강점기에 주로 활동한 가수이다.

## 생애
출생지와 학력, 정확한 생년 등 개인 신상에 대한 내용이 모두 전해지지 않는 가수이다. 13세 무렵부터 술집에서 작부로 일하며 노래를 부르기 시작했다고만 알려져 있다.
정식으로 가수가 된 것은 20세 전후이던 1935년이었다. 포리돌레코드의 김용환이 현 인천 부평구 지역의 한 술집에서 노래를 하던 이화자를 발굴하여 데뷔시켰다. 데뷔곡은 뉴코리아레코드에서 발매한 신민요 〈초립동〉였다. 뉴코리아레코드에서 〈섬시악시〉, 〈평양은 좋은 곳〉, 〈월미도〉 등을 불러 이름을 알렸다.
신민요 장르에 강했던 포리돌레코드에서 〈천리몽〉을 발표한 뒤 1938년 오케레코드로 옮기면서 최고 인기의 가수에 반열에 올랐다. 김용환 작곡의 〈꼴망태 목동〉, 〈님 전 화풀이〉가 오케레코드에서 발표한 대표곡이다.
이화자는 잡가풍의 신민요와 애닯은 트로트에 고루 능하여 많은 인기를 얻었다. 주로 여성 화자가 넋두리조로 신세 한탄을 하는 내용의 서민적인 노래를 불렀는데, 호소력이 뛰어났다. 자전적인 가사를 담은 자서곡이라는 설명이 붙어 있는 〈어머님전 상백〉과 기생의 한많은 삶을 그린 〈화류춘몽〉이 대표적이다.
그러나 일제 강점기가 종료된 후에는 히트곡을 내지 못했다. 태평양 전쟁 중에 취입한 친일 가요 〈목단강 편지〉가 마지막 히트곡이 된 것이다. 1940년대부터 손을 댄 아편에 중독되어 건강을 많이 상하고 잠깐의 결혼 생활도 실패로 끝나면서 폐인과 같은 생활을 했다. 주로 무대 공연으로 연명하다가 1950년을 끝으로 활동 기록이 없다. 이 무렵 홀로 사망했을 것으로 추정된다.

## 참고자료
- 이동순 (2007년 1월 1일). “[이동순의 가요이야기 17] 기생의 삶을 탄식한 가수 이화자”. 영남일보. 2008년 7월 10일에 확인함. |제목=에 지움 문자가 있음(위치 1) (도움말)